# 多瘤病毒科
多瘤病毒科（Polyomaviridae）是一種雙鏈DNA病毒，這類的病毒會造成腫瘤，其中有些種類會感染人的呼吸系統、腎臟或腦部。

## 下级分类
本科包括以下属：
- 甲型多瘤病毒属 Alphapolyomavirus
- 乙型多瘤病毒属 Betapolyomavirus
- 丁型多瘤病毒属 Deltapolyomavirus
- 戊型多瘤病毒属 Epsilonpolyomavirus
- 丙型多瘤病毒属 Gammapolyomavirus
- 多瘤病毒属 Polyomavirus 代表種：
  - 猴病毒40(Simian virus 40)
  - BK virus
  - JC virus
- 己型多瘤病毒属 Zetapolyomavirus

属的地位未定的物种：
- Centropristis striata polyomavirus 1
- Rhynchobatus djiddensis polyomavirus 1
- Sparus aurata polyomavirus 1
- Trematomus bernacchii polyomavirus 1
- Trematomus pennellii polyomavirus 1

## 結構
環狀雙股DNA (dsDNA)，會抓宿主的 histone 組成 minichromosome

## 生活史
進入細胞後翻譯出的Early protein有Large T antigen(LTAg)和Small T antigen(STAg)，兩者皆可調控細胞進入複製週期中以利病毒複製。

### STAg
細胞中的 MAP kinase 經磷酸化後會活化AP-1，AP-1再促進 Cyclin D1 轉錄，促進細胞進入cell cycle。而Protein  phosphatase 2A (PP2A) 可將 MAP kinase 去磷酸化以調控細胞。STAg會與PP2A結合，使得MAP kinase 保持活化狀態

### LTAg
1. E2F會活化 cell cycle 相關基因
2. Rb會阻止E2F活化cell cycle
3. P53可活化P21，P21可阻止Rb被磷酸化(進而阻止E2F活化)
LTAg可和P53、Rb結合，使E2F去活化cell cycle

## Replication
和細菌的雙股環狀DNA複製類似，此時LTAg可辨認DNA複製起點和做為解旋酶使用

### Permissive cells
一般細胞中可讓late gene被轉譯出來，病毒可順利組裝並把細胞裂解掉

### nonpermissive cell
只能表現early gene，使細胞在細胞週期中過度成長並癌化。
此時病毒的early gene做為oncogenes，且細胞內的酶會使病毒DNA結合入細胞染色體

## Pathogenesis
JC virus 和 BK virus 透過呼吸道感染，再移入腎臟中。一般免疫力正常的人會阻止病毒複製並潛伏於腎臟內，但免疫功能被抑制時(例如器官移植者或AIDS患者)，病毒會重新活化。BK virus 可能造成出血性膀胱炎，而JC virus可能造成PML。

## 外部連結
- 微生物免疫學-papovaviridae(乳頭多瘤空泡病毒科)（页面存档备份，存于）